# Куп Босне и Херцеговине у фудбалу 2010/11.
Куп Босне и Херцеговине у фудбалу 2009/10. је једанаеста сезона овог најмасовнијег фудбалског такмичења у Босни и Херцеговини, девета од укључења клубова из Републике Српске. Одржава се у организацији Фудбалског савеза Босне и Херцеговине.
Квалификације за Куп се играју до 1/16 финала а од 1/16 финала се екипама из нижих лига придружују и екипе Премијер лиге. У 1/16 финала се игра једна утакмица а даље се до финала играју по две утакмице у сваком колу.
Такмичење у купу је почело 15. септембра 2009.. Победник Купа учествује у другом колу квалификација у УЕФА Лиги Европе.

## Парови и резултати

### Шеснестина финала
| Утак. | Клуб, Место               | Резултат       | Клуб, Место              |
| ----- | ------------------------- | -------------- | ------------------------ |
| 1     | Широки Бријег             | 6 : 0          | Сутјеска, Фоча           |
| 2     | Бранитељ Мостар           | 7 : 0          | Добој Исток, Клокотница  |
| 3.    | Славија, Источно Сарајево | 3 : 1          | Јединство, Бихаћ         |
| 4.    | Травник, Травник          | 0 : 1          | Козара, Градишка,        |
| 5.    | Слобода, Нови Град        | 1 : 0          | Орашје, Орашје           |
| 6.    | УНИС, Вогошћа             | 2 : 1          | Модрича Максима, Модрича |
| 7.    | Челик, Зеница             | 2 : 0          | Вележ, Мостар            |
| 8.    | Зрињски, Мостар           | 3 : 1          | Будућност, Бановићи      |
| 9.    | Жељезничар, Сарајево      | 2 : 0          | Рудар, Приједор          |
| 10.   | Босна, Сарајево           | 0 : 1          | Слобода, Тузла           |
| 11.   | БСК, Бањалука             | 0 : 1          | Омладинац, Мионица       |
| 12.   | Борац, Бањалука           | 2 : 0          | ТОШК, Тешањ              |
| 13.   | Пролетер, Теслић          | 0 : 0 4:3 пен. | Дрина, Зворник           |
| 14.   | Сарајево                  | 2 : 1          | Слога Горњи Вакуф        |
| 15.   | Витез, Витез              | 0 : 1          | Олимпик, Сарајево        |
| 16.   | Леотар, Требиње           | 1 : 0          | Звијезда Градачац        |

### Осмина финала
|    | Тим 1              | Рез. | Тим 2                     | 1 утакмица 29. септембар | 2 утакмица 20. октобар |
| -- | ------------------ | ---- | ------------------------- | ------------------------ | ---------------------- |
| 1. | Челик, Зеница      | 2:1  | Славија, Источно Сарајево | 1:1                      | 1:0                    |
| 2. | Сарајево           | 7:2  | Слобода , Нови Град       | 4:1                      | 3:1                    |
| 3. | Летор, Требиње     | 1:2  | Бранитељ Мостар           | 1:1                      | 0:1                    |
| 4. | Козара, Градишка   | 3:5  | Слобода, Тузла            | 1:1                      | 2:4                    |
| 5. | Олимпик, Сарајево  | 7:2  | УНИС, Вогошћа             | 5:1                      | 2:1                    |
| 6. | Борац, Бањалука    | 0:3  | Жељезничар, Сарајево      | 0:0                      | 0:3                    |
| 7. | Пролетер, Теслић   | 4:5  | Зрињски, Мостар           | 4:2                      | 0:3                    |
| 8. | Омладинац, Мионица | 2:4  | Широки Бријег             | 2:0                      | 0:4                    |

### Четвртфинале
|    | Тим 1                | Рез. | Тим 2           | 1 утакмица 4. октобар | 2 утакмица 20. новембар |
| -- | -------------------- | ---- | --------------- | --------------------- | ----------------------- |
| 1. | Зрињски, Мостар      | 2:3  | Челик, Зеница   | 2:0                   | 0:3                     |
| 2. | Сарајево             | 2:3  | Широки Бријег,  | 2:2                   | 0:1                     |
| 3. | Жељезничар, Сарајево | 9:0  | Бранитељ Мостар | 6:0                   | 3:0                     |
| 4. | Олимпик, Сарајево    | 2:2  | Слобода, Тузла  | 1:0                   | 1:1 (пен.) 6:5          |

## Полуфинале
|    | Тим 1                | Рез. | Тим 2             | 1 утакмица 23. март | 2 утакмица 6. април |
| -- | -------------------- | ---- | ----------------- | ------------------- | ------------------- |
| 1. | Челик, Зеница        | 2:1  | Олимпик, Сарајево | 1:0                 | 1:1                 |
| 2. | Жељезничар, Сарајево | 2:1  | Широки Бријег     | 0:0                 | 1:1                 |

## Финале
| Утак. | Клуб, Место          | Укупан резултат | Клуб, Место   | 1. утак. -27. април | 2. утак. 25. мај 2010. |
| ----- | -------------------- | --------------- | ------------- | ------------------- | ---------------------- |
| 1.    | Жељезничар, Сарајево | 4:0             | Челик, Зеница | 1:0                 | 0:3                    |

| Победник Купа Босне и Херцеговине у фудбалу 2010/11. |
| ---------------------------------------------------- |
| ФК Жељезничар Сарајево 4. титула                     |